# Are You Here
Are You Here (conocida en español como Un amigo como tú o ¿Estás aquí?) es una película dramática estadounidense de 2013 dirigida por Matthew Weiner y protagonizada por Owen Wilson, Zach Galifianakis, Laura Ramsey y Amy Poehler. La trama sigue a un hombre desequilibrado que hereda la fortuna de su padre, y luego debe luchar contra su hermana en la corte por ello. Se estrenó el 7 de septiembre de 2013 en el Festival de Cine de Toronto bajo el título You Are Here, y se estrenó en los Estados Unidos el 22 de agosto de 2014.

## Sinopsis
Ben Baker es un tipo desequilibrado que está obsesionado con las ideas de una nueva era. Su mejor amigo, Steve, trabaja en el noticiario local informando el clima, y con su dinero busca mujeres solo para tener sexo. El padre de Ben, un agricultor dueño de algunas propiedades, fallece y le deja casi todo, lo que causa el malestar de su hermana, Terry, quien piensa que la situación mental de Ben no le permitirá disponer adecuadamente del dinero que acaba de heredar. Angela, última esposa del padre de Ben, aparece además como una figura importante y el interés sentimental de Steve.

## Reparto
| Actor             | Personaje         |
| ----------------- | ----------------- |
| Owen Wilson       | Steve Dallas      |
| Zach Galifianakis | Ben Baker         |
| Laura Ramsey      | Angela Baker      |
| Amy Poehler       | Terry Coulter     |
| Alana de la Garza | Victoria Riolobos |
| Lauren Lapkus     | Delia Shepard     |
| Paul Schulze      | Dave Harken       |
| Greg Cromer       | Kyle Robertson    |
| Edward Herrmann   | doctor Vincent    |
| Jenna Fischer     | Alli              |
| David Selby       | Karl Stevens      |
| Peter Bogdanovich | Harlan Plath      |
| Melissa Rauch     | Marie             |